# Jacqueline de Longwy
Jacqueline de Longwy, duchessa di Montpensier per via del proprio matrimonio (prima del 1520 – Parigi, 28 agosto 1561), è stata una nobile francese, che era nipote, seppur per via illegittima, di Francesco I di Francia. Fu la prima moglie di Luigi III di Montpensier, da cui ebbe diversi figli fra cui Carlotta di Borbone-Montpensier, che sposò Guglielmo I d'Orange.
Quale membro preminente della casa di Valois fu spesso presente alle cerimonie e alle funzioni di corte.

## La vita
Jacqueline de Longwy nacque in data parzialmente imprecisata poiché essa si colloca senza maggior precisione prima del 1520 da Jean IV de Longwy, Signore di Givry (morto 1520) e Jeanne d'Angoulême che era sorella illegittima di Francesco I di Francia perché nata da una relazione del loro padre Carlo di Valois-Angoulême con l'amante Antoinette de Polignac.
Jacqueline aveva due sorelle maggiori, Françoise de Longwy (1510circa-dopo il 14 aprile 1561) che andò in sposa a Philippe de Chabot, Ammiraglio di Francia e in seconde nozze sposò invece Jacques de Perusse da cui ebbe un figlio, il cardinale Anne de Perusse d'Escars de Giury, mentre l'altra sorella Claude di Longwy divenne badessa presso l'Abbazia di Notre-Dame de Jouarre. Suo zio per parte di padre era il cardinale francese Claude de Longwy de Givry.
Nel 1538 Jacqueline si sposò con Luigi III di Montpensier, che solo alla morte della madre Luisa di Borbone-Montpensier avvenuta il 5 luglio 1561 ereditò il titolo di Duca di Montpensier. In occasione delle loro nozze la suocera recuperò, per volere di Francesco I, diversi dei possedimenti che aveva perduto nel 1523 quando suo fratello Carlo III di Borbone-Montpensier s'era alleato con Carlo V d'Asburgo sollevando le ire reali. Fra i possedimenti recuperati c'erano le contee di Forez, Beaujeu e Dombes.
Insieme Jacqueline e Luigi ebbero sei figli, un maschio e cinque femmine:
- Francesco di Montpensier che fu padre di Enrico di Montpensier
- Françoise di Montpensier (1539-1587)
- Anne di Montpensier (1540-1577)
- Jeanne di Montpensier (1541-1620) che, come la zia materna, fu badessa presso l'Abbazia di Notre-Dame de Jouarre
- Carlotta di Borbone-Montpensier
- Louise de Montpensier (1548-1586).

Alla morte della madre, avvenuta in un lasso di tempo che va dal 1531 al 1537, Jacqueline divenne suo jure contessa di Bar-sur-Seine, mentre i possedimenti paterni erano passati alla sorella maggiore Françoise alla morte del padre anni prima. 
Nel 1543 il Delfinato dell'Alvernia venne ridato a Luigi e Jacqueline divenne quindi Delfina d'Alvernia e in quello stesso anno, insieme ad altri rappresentanti della famiglia fu presente a corte per il battesimo del nipote di Francesco I, Francesco di Valois. Nel 1547 Francesco I morì e venne succeduto dal figlio Enrico II di Francia, nel 1556 invece fu chiamata insieme a Diana di Poitiers, per volere della regina Caterina de' Medici a giudicare il caso di una giovane donna della famiglia reale che rimase incinta fuori dal matrimonio mentre era fidanzata altrove. Tre anni dopo Enrico II morì in seguito a un incidente durante un torneo e Jacqueline e il marito assistettero all'incoronazione del piccolo Francesco II di Francia e della sua giovane moglie Maria Stuarda.
Poco dopo essere diventata Duchessa di Montpensier Jacqueline morì il 28 agosto 1561. Suo marito in seguito sposò Catherine di Lorena, figlia di Francesco I di Guisa e Anna d'Este, questo secondo matrimonio restò senza figli.
Attraverso la figlia Carlotta Jacqueline fu la progenitrice del Casato di Hannover che regnò in Gran Bretagna dal 1714 al 1901 e in generale anche dell'attuale Famiglia reale britannica.

## Ascendenza
|                             |                          |                           | Genitori                     |  |  | Nonni |  |  | Bisnonni           |  |  | Trisnonni         |  |
|                             |                          |                           |                              |  |  |       |  |  | Jean III de Longwy |  |  | Mathieu de Longwy |  |
|                             |                          |                           |                              |  |  |       |  |  | Jean III de Longwy |  |  | Mathieu de Longwy |  |
|                             |                          | Bonne de la Trémoille     |                              |  |  |       |  |  | Jean III de Longwy |  |  |                   |  |
| Philippe de Longvy          |                          |                           |                              |  |  |       |  |  | Jean III de Longwy |  |  |                   |  |
|                             |                          | Jeanne de Vienne          | Jean de Vienne               |  |  |       |  |  |                    |  |  |                   |  |
|                             |                          | Jeanne de Vienne          | Jean de Vienne               |  |  |       |  |  |                    |  |  |                   |  |
|                             |                          | Jeanne de Vienne          | Henriette de Grandson        |  |  |       |  |  |                    |  |  |                   |  |
| Jean IV de Longwy           |                          | Jeanne de Vienne          |                              |  |  |       |  |  |                    |  |  |                   |  |
|                             |                          | Pierre de Bauffremont     | Henri de Bauffremont         |  |  |       |  |  |                    |  |  |                   |  |
|                             |                          | Pierre de Bauffremont     | Henri de Bauffremont         |  |  |       |  |  |                    |  |  |                   |  |
|                             |                          | Pierre de Bauffremont     | Jeanne de Vergy              |  |  |       |  |  |                    |  |  |                   |  |
| Jeanne de Bauffremont       |                          | Pierre de Bauffremont     |                              |  |  |       |  |  |                    |  |  |                   |  |
|                             |                          | Marie de Bourgogne        | Philippe III de Bourgogne    |  |  |       |  |  |                    |  |  |                   |  |
|                             |                          | Marie de Bourgogne        | Philippe III de Bourgogne    |  |  |       |  |  |                    |  |  |                   |  |
|                             |                          | Marie de Bourgogne        | Jeanne Céline de Chastellain |  |  |       |  |  |                    |  |  |                   |  |
| Jacqueline de Longwy        |                          | Marie de Bourgogne        |                              |  |  |       |  |  |                    |  |  |                   |  |
|                             | Jean de Valois-Angoulême | Louis I de Valois-Orléans |                              |  |  |       |  |  |                    |  |  |                   |  |
|                             | Jean de Valois-Angoulême | Louis I de Valois-Orléans |                              |  |  |       |  |  |                    |  |  |                   |  |
|                             | Jean de Valois-Angoulême | Valentina Visconti        |                              |  |  |       |  |  |                    |  |  |                   |  |
| Charles de Valois-Angoulême | Jean de Valois-Angoulême |                           |                              |  |  |       |  |  |                    |  |  |                   |  |
|                             |                          | Marguerite de Rohan       | Alain IX de Rohan            |  |  |       |  |  |                    |  |  |                   |  |
|                             |                          | Marguerite de Rohan       | Alain IX de Rohan            |  |  |       |  |  |                    |  |  |                   |  |
|                             |                          | Marguerite de Rohan       | Marguerite de Bretagne       |  |  |       |  |  |                    |  |  |                   |  |
| Jeanne d'Angoulême          |                          | Marguerite de Rohan       |                              |  |  |       |  |  |                    |  |  |                   |  |
|                             |                          | Foucaud de Polignac       | Achard II de Polignac        |  |  |       |  |  |                    |  |  |                   |  |
|                             |                          | Foucaud de Polignac       | Achard II de Polignac        |  |  |       |  |  |                    |  |  |                   |  |
|                             |                          | Foucaud de Polignac       | Marguerite Seguin            |  |  |       |  |  |                    |  |  |                   |  |
| Antoinette de Polignac      |                          | Foucaud de Polignac       |                              |  |  |       |  |  |                    |  |  |                   |  |
|                             |                          | Agnès de Chabannais       | Jean de Chabannais           |  |  |       |  |  |                    |  |  |                   |  |
|                             |                          | Agnès de Chabannais       | Jean de Chabannais           |  |  |       |  |  |                    |  |  |                   |  |
|                             |                          | Agnès de Chabannais       | Marguerite Chauvet           |  |  |       |  |  |                    |  |  |                   |  |
|                             |                          | Agnès de Chabannais       |                              |  |  |       |  |  |                    |  |  |                   |  |